# Мілерян Євген Олександрович
Мілерян Євген Олександрович (19 квітня 1913 — 5 листопада 1983) — вірменський і український психолог, доктор психологічних наук, професор.

## Біографія
Є. О. Мілерян народився 19 квітня 1913 року в м. Поті (Грузія).
У 1936 році Закінчив фізико-математичний факультет Сумського педагогічного інституту, після чого у 1936—1939 роках працював викладачем в Уманському учительському інституті (нині Черкаська область).
З 1939 по 1945 рік Є. О. Мілерян служив в лавах Радянської Армії. Брав участь у Другій світовій війні. За бойові заслуги був нагороджений орденом Червоної Зірки і медалями.
Повернувшись з війни, Є. О. Мілерян з 1946 року почав займатись науково-дослідною роботою в НДІ психології УРСР, де в 1954 році захистив кандидатську дисертацію на тему «Питання психології уваги в світлі вчення І. П. Павлова про вищу нервову діяльність».
З 1956 по 1976 роки він завідував відділом психології професійного навчання та праці НДІ психології.
У 1963 році Є. О. Мілерян захистив докторську дисертацію на тему «Психологія формування загальнотрудових умінь»; через рік він отримав звання професора.
Поряд з плідною науковою діяльністю він з 1947 по 1952 роки вів викладацьку роботу в Київському університеті і в педагогічному інституті ім. А. М. Горького.
У 1970 роки в Україні відбулися чергові гоніння на інтелігенцію, зокрема науковців. Скориставшись запрошенням, професор Є. О. Мілерян у 1976 році переїхав у Єреван, де організував сектор психології праці та профтехосвіти проблемної лабораторії Вірменського педагогічного інституту імені Х. Абовяна, яким завідував до 1982 року.
З 1982 року і до кінця життя Є. О. Мілерян працював на кафедрі психології цього інституту.

## Наукова і викладацька діяльність
Є. О. Мілерян вивчав проблеми професійно-технічної освіти, психології праці, інженерної психології. Розробив психологічну теорію формування загальнотрудових політехнічних умінь, на основі якої була практично апробована нова «технологічна» система виробничого навчання.
Досліджував проблеми профвідбору, а також психологічні характеристики діяльності оператора
Запропонував метод інженерно-психологічної експертизи якості системно-технічних комплексів, які оцінюються по відношенню до усереднених можливостей операторів, що ними керують. Це дозволило дати об'єктивну оцінку якості техніки, визначити рівень кваліфікації та майстерності фахівців, необхідний для ефективного та надійного функціонування системи «людина-техніка» в різних режимах роботи.
Є. О. Мілеряну належать видані в нашій країні, НДР, Чехословаччини, Болгарії, Англії та Китаї 150 наукових праць з проблем загальної, педагогічної, інженерної психології та психології праці.
Він створив ряд апаратурних методик для дослідження індивідуальних особливостей вищої нервової діяльності, уваги, вольових якостей людини та інших. Створений ним комплекс методик, не мав аналога, він поклав основу для впровадження лабораторного експерименту в українській психології особистості, психофізіології, психології праці і психологічному доборі.
Він автор винаходів: «Установка для випробування професійної придатності водія», «Тренажер для навчання водіїв» та інших.

## Основні наукові праці
- Милерян Е. А. Внимание и его воспитание у детей. — К., 1955. — 172 с.
- Психологический отбор летчиков / Под ред. Е. А. Милеряна. — К.: НИИ психологи УССР, 1966. — 235 с.
- Милерян Е. А. Психология формирования общетрудовых политехнических умений / Е. А. Милерян. — М.: Педагогика, 1973. — 299 с.
- Очерки психологи труда оператора / Под ред. проф. Е. А. Милеряна. — М.: Наука, 1974. — 308 с.
- Психологические проблемы профессионально-технического образования / Под ред. проф. Е. А. Милеряна. — Ереван, 1977. — 295 с.
- Технологическая система профессиональной подготовки учащихся ПТУ / Е. А. Милерян, И. М. Саркисова, Г. А. Хачатурян, В. В. Погасян, Г. Х. Арутунян, Р. С. Джейранян. — Ереван.: Луйс, 1985. — 192 с.
- Милерян Е. А. Психология труда и профессионального образования. Избранные научные труды / Автор-составитель В. Е. Милерян. — К.: НПП «Интерсервис», 2013. — 290 с. ISBN 978-617-696-186-4

## Психодіагностичні апаратурні методики, створені Є.О.Мілеряном
- методика дослідження здібностей до утворення та перебудови сенсомоторнихнавичок – апарат для дослідження вищої нервової діяльності (ВНД);
- методика дослідження розподілу та переключання уваги (атенціометр);
- методика дослідження сенсомоторної координації та емоційної стійкості (емокоординометр);
- методика вимірювання швидкості реакцій на комплексні сигнали (апарат КМ-3);
- методика дослідження зорового сприйняття в ускладнених умовах (перцептометр);
- методика дослідження пізнавання об’єктів за їх формою (перцептометр);
- методика дослідження запам’ятовування показників приладів;
- методика дослідження мобільності операторного мислення (апарат КМ-3);
- методика дослідження вольових зусиль (волюнтограф).[1]